# Attila Ábrahám
Attila Ábrahám (Kapuvár, 29 aprile 1967) è un ex canoista ungherese.
Ha vinto un titolo olimpico a Seoul 1988 nel K4 1000 e sempre nella stessa gara l'argento a Barcellona 1992.

## Palmarès
- Olimpiadi

Seoul 1988: oro nel K4 1000m, bronzo nel K2 500m.
Barcellona 1992: argento nel K4 1000m.
- Mondiali

1989 - Plovdiv: oro nel K4 1000m e K2 10000m.
1990 - Poznań: oro nel K4 1000m e bronzo nel K4 500m.
1991 - Parigi: oro nel K4 1000m e argento nel K4 500m.
1993 - Copenaghen: oro nel K2 10000m, argento nel K4 1000m e bronzo nel K4 500m.
1995: argento nel K4 1000m.